# Fredrik Ståhlberg
Nils Fredrik Adam Ståhlberg, född 24 augusti 1966 i Skövde församling i Skaraborgs län, är en svensk militär.

## Biografi
Ståhlberg avlade officersexamen vid Krigsskolan 1989 och utnämndes samma år till fänrik, varefter han 1990–1991 gick Allmänna kursen vid Krigshögskolan och 1991 befordrades till löjtnant. Efter att ha gått Högre kursen vid Krigshögskolan 1992–1993 befordrades han 1993 till kapten. Åren 1995–1996 var han ställföreträdande kompanichef för åttonde pansarskyttekompaniet vid den svenska bataljonen BA05 i Bosnien och Hercegovina, varpå han 1996–1997 gick Taktiska kursen vid Militärhögskolan (från den 1 januari 1997 Försvarshögskolan). År 1997 befordrades han till major, varefter han var kompanichef vid Stridsskola Syd 1997–1998 och kompanichef vid Skaraborgs regemente och Skaraborgsbrigaden 1998–1999. Han gick Chefskursen vid Försvarshögskolan 1999–2001 och tjänstgjorde 2001–2003 vid Operativa insatsledningen i Högkvarteret med försvarsplanering och doktrinutveckling inom J5 och som chef för fältövningar. År 2003 befordrades han till överstelöjtnant och han var 2003–2005 adjutant åt försvarsminister Leni Björklund. Han var 2005–2007 utbildningsledare vid Skaraborgs regemente, tjänstgjorde 2008 som stabschef i Afghanistan och var 2009–2012 stabschef vid Arméns taktiska stab i Högkvarteret.
Efter att ha befordrats till överste var Ståhlberg chef för Skaraborgs regemente 2012–2017 tillika befälhavare för Militärregion Väst 2013–2017 och därefter projektledare vid Produktionsledningen i Högkvarteret från den 1 april till den 30 september 2017. Ståhlberg befordrades till brigadgeneral 2017 och han var från den 1 oktober 2017 intill januari 2020 armétaktisk chef. Mellan februari 2020 och juli 2022 var Ståhlberg vice rektor vid Försvarshögskolan och därefter ställföreträdande personaldirektör i Högkvarteret från den 1 augusti till den 31 december 2022. Ståhlberg befordrades den 1 januari 2023 till generalmajor och tillträde samtidigt som ställföreträdande chef för Operationsledningen i Högkvarteret en funktion han innehöll i närmare 16 månader. Sedan den 28 april 2025 är Fredrik Ståhlberg chef för den svenska delegationen i Neutrala nationernas övervakningskommission (Neutral Nations Supervisory Commission, NNSC) i Korea.
Fredrik Ståhlberg invaldes som ledamot av Kungliga Krigsvetenskapsakademien 2018.

## Utmärkelser
- Försvarsutbildarnas förtjänsttecken i guld (maj 2018)[21]
- Skaraborgs regementes förtjänstmedalj i guld (31 mars 2017)[22][23]